# ムカデンダー
ムカデンダーは、特撮テレビドラマ『ウルトラマンタロウ』をはじめとする「ウルトラシリーズ」に登場する架空の怪獣。別名は百足怪獣。

## 『ウルトラマンタロウ』に登場するムカデンダー
特撮テレビドラマ『ウルトラマンタロウ』第26話「僕にも怪獣は退治できる！」に登場。
紙芝居屋の笠井仙吉（演：江戸家猫八）が、地元の八幡神社の祭りの日に神社に昔から伝わる大百足の化け物の伝説を語っている最中、地中から出現した。首と胴体の分離・合体、10万度の火炎を吹く、強力な粘性の毒糸を吐くなどの能力を持つ。分離した頭部はマッハ8で飛行する。単独で退治に向かった仙吉を糸で絡め取り、火炎を吹きつけて重傷を負わせたうえ、ZATの首吊り作戦を自らの首と胴体を切り離すことによって回避する。街に侵攻したところでウルトラマンタロウと戦い、スワローキックによって首を切断されるが、首と胴体の各自が独立しての分離撹乱攻撃でタロウを苦しめる。しかし、唯一の弱点である頭の触角を破壊されたうえに首を遠方に投げ飛ばされ、胴体が感覚を失ってうろたえているところを、首はストリウム光線を撃ち込まれ、胴体はアトミックパンチを叩き込まれて倒された。
- デザインは鈴木儀雄が担当した[出典 5]。鈴木は前話・前々話に登場するムルロアで造形に時間と費用がかかってしまい経理から叱責を受けていたが、続くムカデンダーでも操演必至のデザインとしており、「つい同じことをやってしまう」と述懐している[11]。
- スーツの首は操演で動かしている[13]。着ぐるみの首は現場処理で外されたとされる[14]。造形物はスーツのほか、爆発用カポックと実物大の右手の先端が用いられた[13]。スーツのその後は定かでないが、『オール・ザットウルトラマンタロウ』ではモチロンのスーツとの類似性を指摘している[15]。
- 怪獣図鑑に記載された設定では、ムカデンダーが吐く火の射程距離は最長で300メートルであることが「弱点」となっているが[4]、柳田理科雄は『空想科学読本』の中で「弱点なのか自慢なのかわからない」「（普通の人間が）身長5倍強の距離の火炎を吐けたら威張る」と指摘している[16]。
- 2020年には、高知県立文学館にて開催された企画展「ウルトラとくさつワールド 空想特撮大作戦〜ウルトラマンと夢見る未来〜」にて、円谷プロによって今回のために再現された高知城や文学館のもとでタロウと対峙する姿が展示された[17][18]。

## 『ウルトラマンメビウス』に登場するムカデンダー
特撮テレビドラマ『ウルトラマンメビウス』第13話「風のマリナ」、第24話「復活のヤプール」、DVD版『ウルトラマンメビウス外伝 アーマードダークネス』に登場。
『ウルトラマンタロウ』に登場したムカデンダーの別個体。GUYSのドキュメントZATにデータが記録されている。
初代と同じように八幡が岳に出現し、人間を襲う。普段は地底に潜み、捕食時だけ地上に姿を現す。逃がした獲物を待ち伏せするなど、高い知能と執念深い性質を持つ。地底移動時には高電圧を発生させ、これによるピエゾ効果で異常な電界を築くため、付近一帯の通信機能は麻痺する。この効果で、マリナはムカデンダーを発見するもののGUYS本部への連絡が不可能となる。武器は右手の鞭と、口から吐く高熱の火炎弾。長い頭部と胴体は自由に分離できるが、頭部がダメージを受けると胴体も苦しむ。メビウスに空中からのメビュームシュートで胴体を破壊された後も頭部だけで襲いかかるが、ヒカリのナイトシュートで頭部も破壊された。
第24話ではホログラムとして、ファイヤーウインダムの性能テストに際して実体化し、相手役を務める。火炎弾を放つが、ファイヤーウインダムの火炎弾によってたやすく破られ、一撃で消え去った。
DVD作品『ウルトラマンメビウス外伝 アーマードダークネス』では地球に再び現れた怪獣の1体として、別個体が登場する。
- スーツアクター：相馬絢也（第13話）、永田朋裕（第24話）
- 頭部は監督の村石宏實の要望により最初から外れるように造形された[14]。首と胴体の分離した箇所のギミックは丸山浩によりデザインされた[24][25]。
- メビウスのキックを避けるシーンは、トリノオリンピックでフィギュアスケートの荒川静香が披露したイナバウアーを真似たもの[14]。スーツを着た状態でエビ反りをすることは難しいため、このシーンのみスーツアクターが前後逆に入っている[14]。

## 『ウルトラギャラクシー大怪獣バトル』に登場するムカデンダー
特撮テレビドラマ『ウルトラギャラクシー大怪獣バトル』第2話「五人目のクルー」に登場。
ゴモラに頭部を切り裂かれ、鋭い爪跡が顔面に残っていた死骸が発見される。

## 『大怪獣バトル ウルトラ銀河伝説 THE MOVIE』に登場するムカデンダー
映画『大怪獣バトル ウルトラ銀河伝説 THE MOVIE』に登場。
ウルトラマンベリアルのギガバトルナイザーの力で怪獣墓場から復活し、ベリアルに操られる怪獣軍団の1体として、他の怪獣軍団と共にウルトラ戦士やレイの怪獣たちに襲いかかるが、ウルトラマンメビウスのメビュームスラッシュを受けて最初に倒される。
また、百体怪獣ベリュドラの右手を構成する1体となっている。